# Fogo amigo

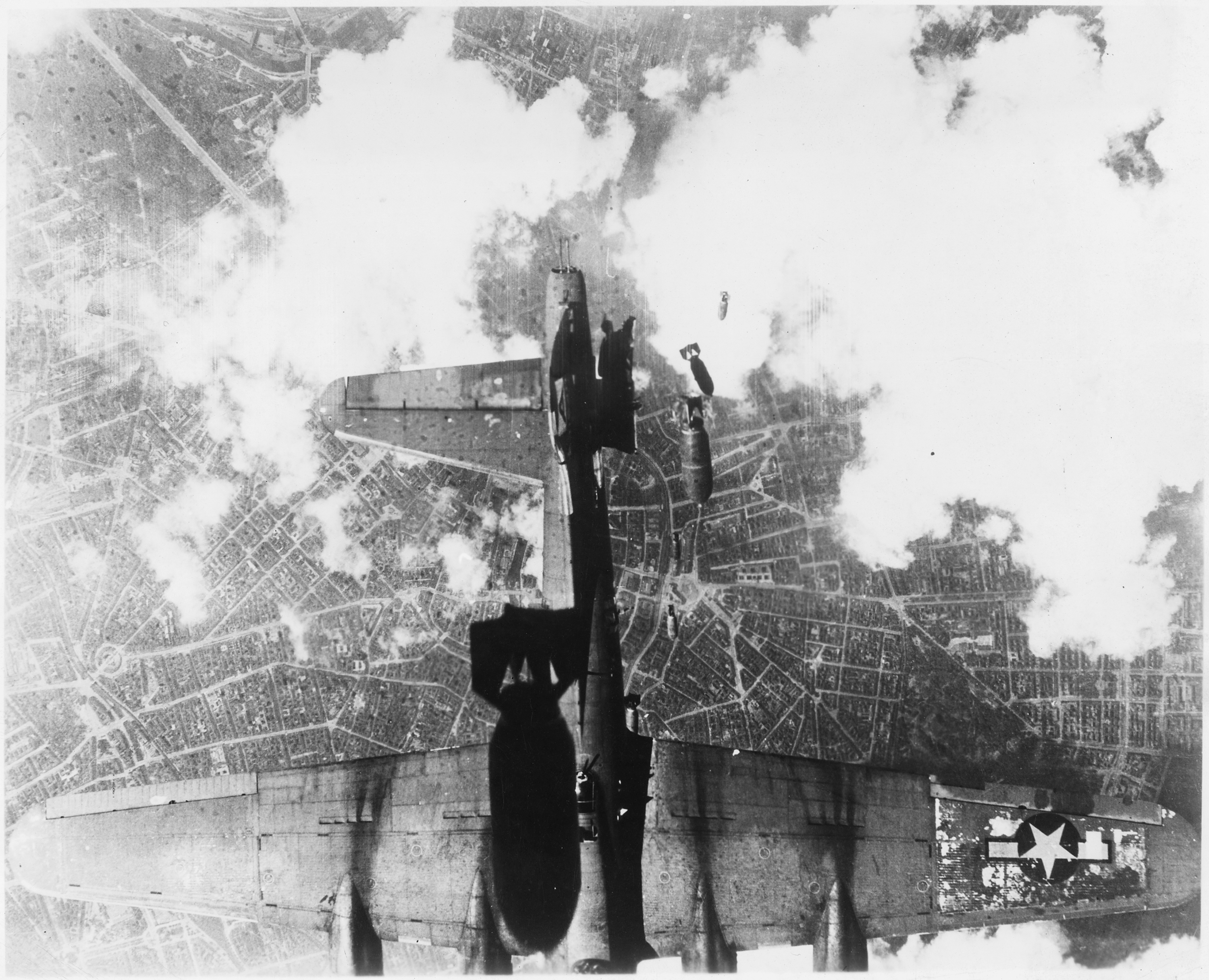
Um bombardeiro Boeing B-17 sendo danificado por fogo amigo, quando foi atingido por bombas soltadas por um avião sobrevoando acima dele.

Fogo amigo (do inglês: friendly fire) é uma expressão eufêmica utilizada militarmente no que tange os aspectos de ataques aliado a aliado, ou inimigo a inimigo.
Tal expressão ganhou maior reconhecimento, pois nas guerras atuais, em que não existe tanto contato físico com o inimigo, a simples suposição de um alvo faz com que o soldado queira abatê-lo antes que o inimigo o faça. Isso é a grande causa de vítimas aliadas em guerras.

## Incidentes notáveis
O aviador militar e político italiano Italo Balbo foi uma das vítimas notáveis de fogo amigo. Balbo foi abatido por engano pela artilharia antiaérea italiana em Tobruk em 1940, durante a Segunda Guerra Mundial. 
Em Portugal, uma vítima notável foi o subsecretário do Estado Novo, Jaime Filipe da Fonseca, ao aproximar-se à paisana do quartel onde os insurrectos da Revolta de Beja se encontravam sitiados, sendo alvo de fogo da guarda fiel ao regime.